# Koirajärvi (sjö i Finland, Kajanaland)
Koirajärvi är en sjö i Finland. Den ligger i kommunen Sotkamo i landskapet Kajanaland, i den centrala delen av landet, 500 km norr om huvudstaden Helsingfors. Koirajärvi ligger 179 meter över havet. I omgivningarna runt Koirajärvi växer i huvudsak blandskog. Den är 5 meter djup. Arean är 47,3 hektar och strandlinjen är 2,96 kilometer lång. Sjön  ingår i Uleälvens huvudavrinningsområde. 